# M/S Bluefort
M/S Bluefort, som från början hette M/S Diana II, är ett före detta ro-pax-fartyg som tidigare har gått i Östersjön på ett flertal linjer.

## Historia
I februari 1989gick fartyget på grund vid Otterkobbarna. Fartyget, som vid tillfället hade ca 500 passagerare ombord, gled längs grundet och fick svåra bottenskador med omfattande läckage som följd. Fartyget hade bara halv kapacitet på länspumpningen, vilket ledde till att fartyget sjönk i i hamnen och blev stående på botten. Man lyckades sedan få fartyget att flyta och ingen skadades allvarligt..
En stormig natt i januari 1993, när Diana II gick för TR-Line och var insatt mellan Rostock–Trelleborg, skadades bland annat låsanordningarna till bogvisiret i den höga sjögången och det läckte även in vatten förbi bogrampen in på bildäck. Fartyget hann gå in i lä innan skadorna blev alltför stora, men måste repareras innan återfärd till Rostock kunde ske. Fartyget togs 1994 över av Nordström & Thulin för att användas av Estline och fick ett kortare tag namnet Vironia, men hann aldrig sättas i trafik innan Estoniakatastrofen inträffade. Efter Estoniakatastrofen den 28 september svetsades bogvisiret igen, varpå samtliga fordon därefter fick använda akterportarna. Hon bytte namn till Mare Balticum och fick bland annat en ny färgsättning med blått skrov.
År 1996 togs fartyget över av Tallink och fick namnet Meloodia. I samband med detta byggde man om fören med nya bogportar som öppnades åt sidorna.
I januari 2007 såldes fartyget till ett spanskt bolag vid namn Baleària och sattes i trafik i Medelhavet, namnet Meloodia fick fartyget behålla fram tills i december 2007 då hon togs över av Equinox Offshore Accommodation och fick namnet ARV 1. I samband med övertagandet installerades godskranar på aktern, vars överbyggnad kapades för att ge plats åt kranarna och det byggdes även en helikopterplatta ovanför fören, framför och lite ovanför kommandobryggan.
År 2013 såldes fartyget till det Caymanöarna-baserade bolaget Highclere med registrerad hemmahamn i Majuro på Marshallöarna och fick namnet Bluefort, i samband med detta byggdes fartyget åter om, bland annat monterades akterkranarna bort. År 2015 togs det över av det kanadensiska företaget Bridgemans Services Group LP men behöll samma namn och hemmahamn som hon hade hos den föregående ägaren.

## Konstruktion
M/S Bluefort byggdes hos Jos. L. Meyer i Papenburg mellan 1978-1979 och levererades 1979 till Rederi AB Slite som M/S Diana II av Slite för att gå i trafik för Viking Line.
Hon har vissa likheter med M/S Viking Sally men dessa två kan inte kallas för systerfartyg. Dessa två fartyg har däremot samma framdrivning och många andra konstruktionsdetaljer gemensamt, skrovet är identiskt förutom att det är cirka 20 meter kortare.
Fram till Estoniakatastrofen den 28 september 1994 hade hon även samma konstruktion på bogvisiret, men kort efter katastrofen svetsades bogvisiret igen och byggdes senare om.
I övrigt är fartygen ganska olika, överbyggnaderna är till exempel helt olika. Från början skulle dock Estonia, eller Viking Sally som hon från början hette, vara i stort sett helt identisk med Diana II, men ritades senare om och förlängdes då cirka 20 meter innan konstruktionen startade. Diana II har liknande design på överbyggnaden som tidigare färjor byggda för Viking Line av Meyervarvet, bland annat det mindre fartyget M/S Viking 3.

## Ombord
Ombord finns bland annat: 
- Sjukvård
- Kontor
- Konferensrum
- Gym
- Bibliotek
- Internetkaféer
- Barer
- Tv-salonger

Fartyget har 521 platser.

## Bilder

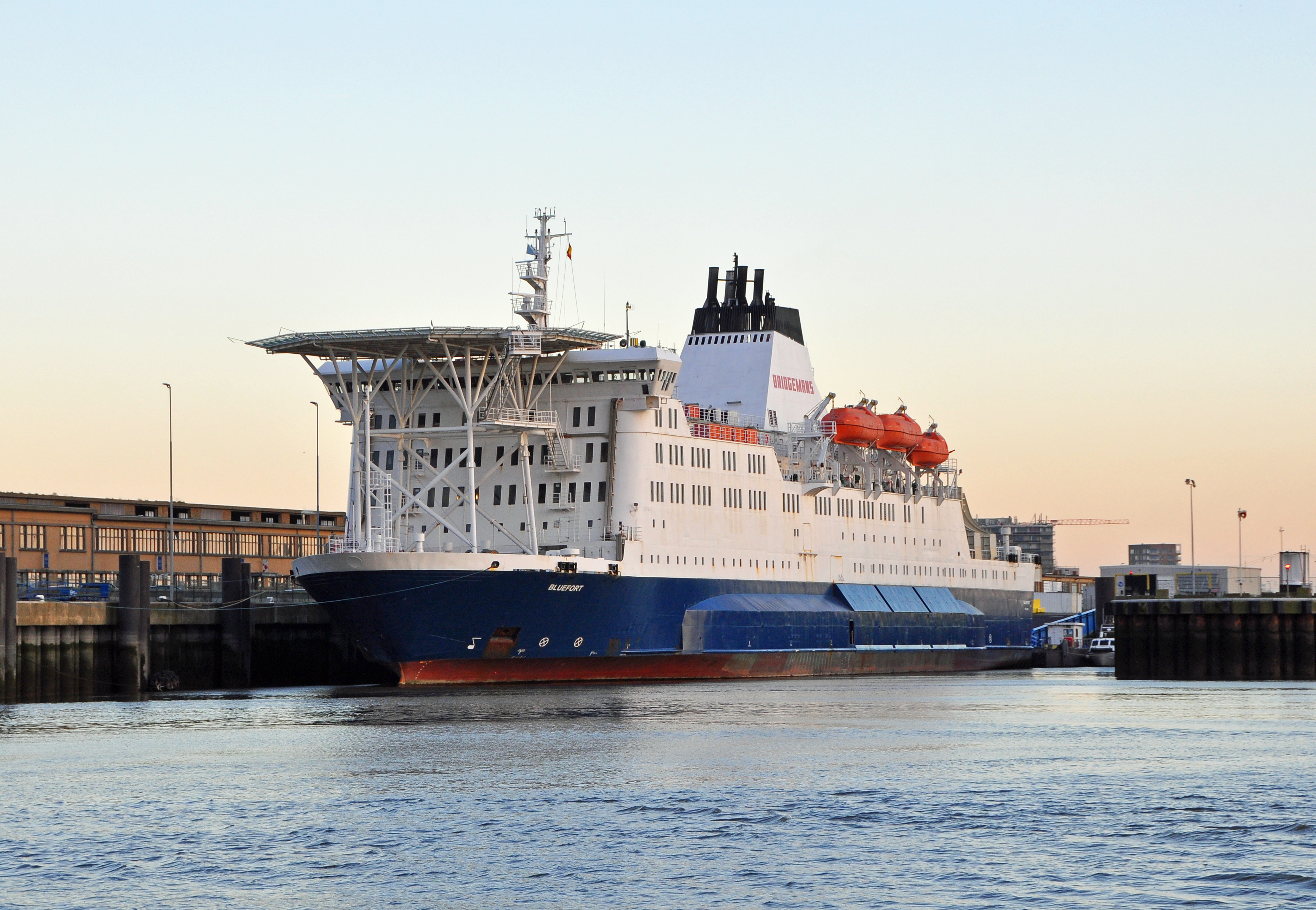
M/S Bluefort i Oostendes hamn den 1 december 2017.
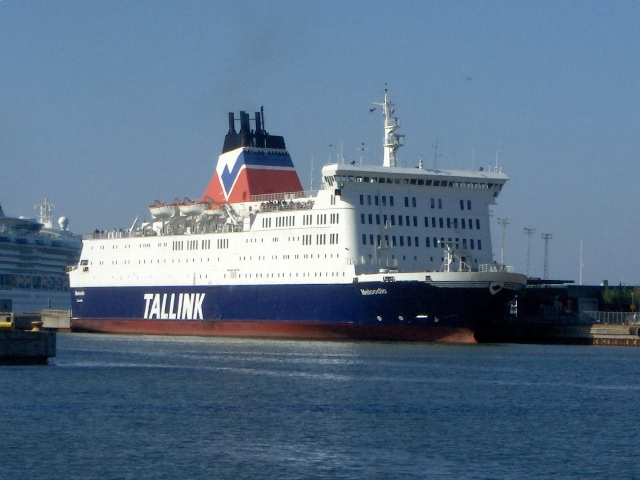
M/S Meloodia i Helsingfors hamn den 13 juni 2006.
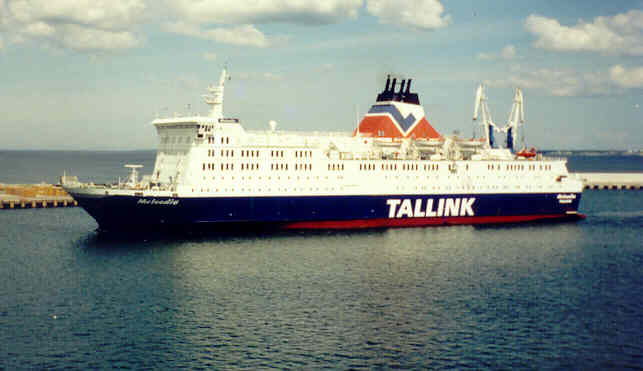
M/S Meloodia strax utanför Tallinns hamn.
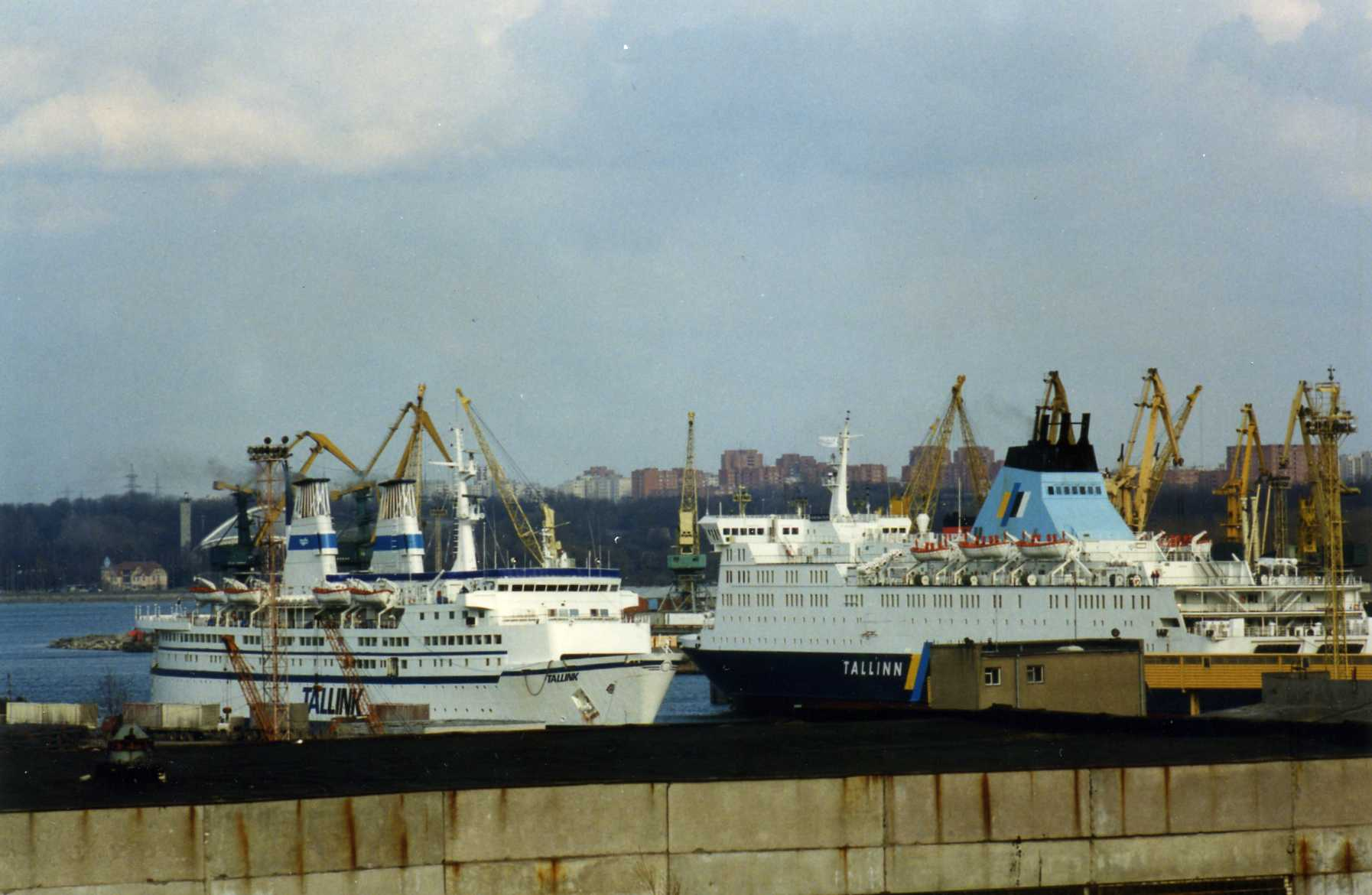
M/S Mare Balticum i Tallinns hamn 1996.